# Jaroslav Kabeš
Jaroslav Kabeš (uváděno též Josef Kabeš; 18. června 1896 Tábor – 15. srpna 1964 Praha) byl český a československý ekonom, bankéř a politik KSČ, v poúnorovém období ministr financí, v 50. letech 20. století generální ředitel Národní banky Československé. Kromě politických aktivit se věnoval též poezii, filosofii a překladu. Vydal několik básnických sbírek.

## Kabešova marxistická teorie literatury a marxismus
Vývoj ideového myšlení J. Kabeše začíná před první světovou válkou.V tehdejší době byl oficiální teorií levicových a především sociálnědemokratických stran v Rakousku-Uhersku austromarxismus, který však v důsledku své teoretické slabosti nemohl být pro mladou pokrokovou inteligenci přitažlivým. Radikální proudy politického myšlení v českých dělnických hnutích tak oslovovala i filosofie Friedricha Nietzscheho; začal se uplatňovat přibližně od 90. letech 19. století v období počátku krize hodnot české společnosti.
Kabeš, protože se pohyboval v této literárně-kulturní oblasti, využil německý idealismus jako terminologickou oporu a podporu pro vysvětlení revolučního charakteru marxismu, jakožto revoluční vůle člověka. Byl přesvědčen, že v centru pozornosti každého světového názoru, který by chtěl postihnout smysl lidské existence, je aktivita člověka. Nietzschův voluntarismus s čelním pojmem vůle k moci vyjadřoval Kubešovi usílí zaměřené na vytvoření nové ontologie, což si do jisté míry spojoval s revolučním charakterem marxismu, který se snaží nahradit kapitalistickou ontologii komunistickou.
Roku 1925 podal ve studii Socialismus a Masaryk jeden z tehdy nejvýznamnějších marxistických rozborů třídního charakteru světového názoru u Masaryka a jeho vztahu k teorii a praxi dělnického revolučního hnutí. Z této pozice kritizoval Masaryka za jeho metafyzický základ filosofie, která viděla určující hybnou sílu jednání člověka v náboženství a redukovala tzv. sociální otázku na otázku mravní. Socialismus Kabešovi představoval „návrat od spekulace a věci o sobě ke skutečnosti, tj. světu materiálních, oddělených, vzájemně na sebe působíchc objektů“. Jedná se tedy o teoretické východisko Kabešova pojetí uměleckého díla jako projevu a naplnění předmětného vědomí.

## Život
Pocházel z tkalcovské a řezbářské rodiny. Po maturitě na táborské reálce absolvoval dvouletý obchodní kurz při obchodní akademii v Chrudimi. Od roku 1920 pracoval na pozici účetního v Agrární bance československé a v jejích dceřiných společnostech Centrocarbon a Agrocarbon v uhelném průmyslu. Členem KSČ byl již od jejího založení roku 1921. V září 1945 byl jmenován ředitelem Zemědělské banky (nástupkyně Agrární banky), v září 1946 se stal prvním náměstkem vrchního ředitele Živnobanky. Působil i v Národní bance Československé jako člen její dočasné správy a pak i člen bankovní rady.
V dubnu 1949 se stal ministrem financí v československé vládě Antonína Zápotockého. Na postu setrval do září 1953. Za jeho ministerského období byla provedena československá měnová reforma.
V letech 1954–1957 byl generálním ředitelem Národní banky Československé. Zastával i významné stranické funkace. VIII. sjezd KSČ a IX. sjezd KSČ ho zvolil členem Ústředního výboru Komunistické strany Československa. X. sjezd KSČ a XI. sjezd KSČ ho pak zvolil za člena Ústřední kontrolní a revizní komise KSČ. V roce 1961 mu byl udělen Řád republiky.

## Díla
- Noc na hoře Oliv – Hlas hořícího keře. 1. vyd. Praha: Jan Pohořelý, 1943. 74 s.
- Budova časů. 1. vyd. Praha: Jan Pohořelý, 1945. 32 s.
- Bílek myslitel, 1942;
- Samomluvy I–IV, 1943 (souhrnně 1944);
- Moudrost a Tajemství – Setkání s Lao'c I–II, 1944, 1945;
- Budova časů, 1945;
- Ladislava Klímy filozofie češství, 1945;
- Ladislav Klíma filozof-básník, 1948;
- Budovatelský rozpočet, 1950;
- Národohospodářská evidence – nástroj kontroly plánu a státního rozpočtu, 1952;
- Generální stávka v bankách r. 1921, 1961;
- Počátky českého finančního kapitálu a hnutí proletariátu v Čechách, 1962.

### Sborníky
Přítel mládí, Šedesát let Emanuela Chalupného, 1940;
Filosof vůle a jeho myslitelské dílo, Stavitel chrámu, 1941;
Hegelův úvod do dějin filosofie, Almanach Kmene, 1948.